# Pensacolops
Pensacolops (Bauab, 1983) è un genere di ragni appartenente alla famiglia Salticidae.

## Etimologia
Il nome è composto da una prima parte, Pensacol-, che si richiama al genere Pensacola con cui ha vari caratteri in comune e dal greco όψ, ops, che significa dall'aspetto di, che somiglia a, proprio ad indicarne le similitudini.

## Distribuzione
L'unica specie oggi nota di questo genere è stata rinvenuta in Brasile.

## Tassonomia
A dicembre 2010, si compone di una specie:
- Pensacolops rubrovittata Bauab, 1983[2] — Brasile